# القضايا البيئية في أستراليا

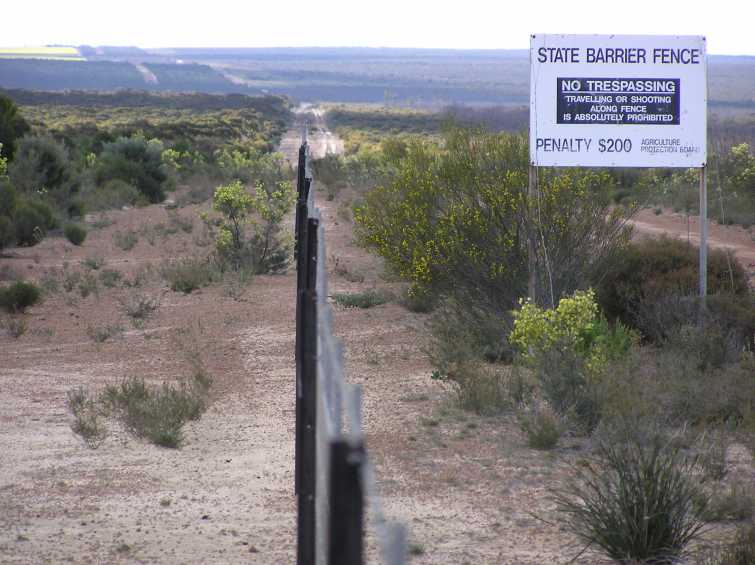
اعتُبر تغير المناخ نقطة نقاش سياسية رئيسية في أستراليا خلال العقدين الماضيين. يعد الجفاف المستمر خلال العقد الأول من القرن الحادي والعشرين مثالاً على التأثير الملموس للأحداث الطبيعية على الحقائق الاقتصادية والسياسية

تتناول هذه المقالة مجموعة من القضايا البيئية في أستراليا.

## تغير المناخ
اعتُبر تغير المناخ نقطة نقاش سياسية رئيسية في أستراليا خلال العقدين الماضيين. يعد الجفاف المستمر خلال العقد الأول من القرن الحادي والعشرين مثالاً على التأثير الملموس للأحداث الطبيعية على الحقائق الاقتصادية والسياسية.
تحتل أستراليا المرتبة الأولى بين الدول العشر الأولى على مستوى العالم فيما يتعلق بانبعاثات غازات الاحتباس الحراري.
أعلنت الحكومة الفيدرالية وحكومات الولايات الحالية عن اعتقادها بأن تغير المناخ سببه انبعاثات غازات الدفيئة البشرية المنشأ. أطلقت مجموعات الأقليات السكانية حملة ضد التعدين ومحطات الطاقة التي تعمل بالفحم في أستراليا، وقد أُبلغ عن مثل هذه المظاهرات على نطاق واسع من قبل وسائل الإعلام الرئيسية. وبالمثل، عارضت مجموعات الأقليات بشكل متزامن مخططات طاقة الرياح، على الرغم من كونها محايدة، على أساس التأثير البصري والضوضاء المحلي والاهتمام بالتكلفة العالية حاليًا وانخفاض الموثوقية لطاقة الرياح.
على الرغم من نشر أبحاث للحد من التلوث الكربوني المقترح، إلا أن الاعتقاد العام بتغير المناخ البشري المنشأ قد تلاشى بشكل ملحوظ بعد تسريب رسائل البريد الإلكتروني من وحدة أبحاث المناخ بجامعة إيست أنجليا.

### استخدام الطاقة
أستراليا مُصدّر أساسي لمادة الفحم، والذي يؤدي احتراقه إلى تحرر ثاني أكسيد الكربون.  ونتيجة لذلك، كانت أستراليا في عام 2003 ثامن أكبر مصدر غازات ثاني أكسيد الكربون للفرد الواحد في العالم، محررة 16.5 طنًا. يُزعم أن أستراليا واحدة من أكثر الدول عرضة لخطر تغير المناخ وفقًا لتقرير ستيرن.
يعتمد معظم طلب أستراليا على الكهرباء على التوليد الحراري باستخدام الفحم، بسبب وفرة إمدادات الفحم الأصلية، ومحدودية توليد الكهرباء المحتملة، وعدم الرغبة السياسية في استغلال موارد اليورانيوم المحلية (على الرغم من أن أستراليا كانت تحتل المرتبة الثانية في العالم من حيث إنتاج اليورانيوم عام 2005).

## الحفاظ على البيئة

### الحفاظ على البيئة البحرية
تعتبر حماية الحاجز المرجاني من القضايا البارزة المتعلقة بالحفاظ على البيئة البحرية في أستراليا، مثل الحفاظ على جودة المياه من الجريان السطحي وتغيرات المناخ وتبييض الشعاب المرجانية الجماعي وتفشي بعض أنواع نجم البحر والصيد الجائر وحوادث الشحن. تقتل حكومة كوينزلاند حاليًا أسماك القرش في الحاجز المرجاني ما تسبب في إلحاق الضرر بالنظام البيئي البحري.
في عام 2021، أعلنت أستراليا عن إنشاء متنزهين بحريين وطنيين بمساحة 740 ألف كيلومتر مربع. بوجود هذه المتنزهات يمكن حماية 45% من الأراضي البحرية الأسترالية.

#### أسماك القرش
أعدمت أستراليا الغربية العشرات من أسماك القرش في عام 2014، وتسبب ذلك في ظهور احتجاجات عامة. استمرت حكومة أستراليا الغربية في إطلاق النار وقتل أسماك القرش التي اعتقدت أنها تشكل تهديدًا وشيكًا للبشر من 2014 إلى 2017؛ انتقدت هذه السياسة من قبل السيناتور راشيل سيوارت باعتبارها ممارسات ضارة بالبيئة.
من عام 1962 إلى الوقت الحاضر، قتلت حكومة كوينزلاند أسماك القرش باستخدام شبكات الصيد، وهي عملية تقتل أيضًا حيوانات أخرى مثل الدلافين. من عام 1962 إلى عام 2018، قتل برنامج السيطرة على أسماك القرش في كوينزلاند نحو 50000 سمكة قرش، بما في ذلك أسماك القرش في الحيد المرجاني العظيم. وُصف برنامج قتل أسماك القرش في كوينزلاند بأنه: قديم وقاس وغير فعال.
يوجد في نيو ساوث ويلز برنامج يهدف إلى قتل أسماك القرش بالإضافة إلى الكائنات البحرية الأخرى. بين عامي 1950 و2008، قُتل نحو 577 سمكة قرش بيضاء كبيرة في في نيو ساوث ويلز - وخلال هذه الفترة أيضًا، قُتل ما مجموعه 15135 حيوانًا بحريًا باستخدام شبكات الصيد، بما في ذلك الحيتان والسلاحف. كان هناك انخفاض كبير جدًا في عدد أسماك القرش في شرق أستراليا في السنوات الأخيرة، وكانت برامج قتل أسماك القرش في كوينزلاند ونيو ساوث ويلز مسؤولة جزئيًا عن هذا الانخفاض.
تقول جيسيكا موريس من جمعية الرفق بالحيوان الدولية: أسماك القرش هي من الحيوانات المفترسة التي تلعب دورًا مهمًا في عمل النظم البيئية البحرية، ونحن بحاجة إليها من أجل محيطات صحية.

#### صيد الحيتان
بدأ صيد الحيتان في أستراليا منذ الاستعمار عام 1788. وفي عام 1979 أنهت أستراليا صيد الحيتان والتزمت بحمايتها. كانت الأصناف الرئيسية التي تُصطاد هي الحيتان الزرقاء وحيتان العنبر.

## تدهور الأراضي
وفقًا لغاريد دايموند، المشكلة البيئية الأولى في أستراليا هي تدهور الأراضي. ينتج تدهور الأراضي عن تسعة أنواع من التأثيرات البيئية الضارة:
- إزالة الغطاء النباتي المحلي.
- الرعي الجائر للأغنام.
- الأرانب.
- استنفاد مغذيات التربة.
- تآكل التربة.
- الجفاف الناتج عن صنع الإنسان.
- الأعشاب.
- السياسات الحكومية المضللة
- ملوحة الأراضي.

### قطع الأشجار
يتواصل قطع الغابات القديمة النمو في أجزاء من أستراليا وغالبًا ما ينطوي ذلك على تدمير النظم البيئية الطبيعية والاستعاضة عنها بالمزارع.
كان لدى أستراليا مؤشر سلامة المناظر الطبيعية للغابات لعام 2018، بمتوسط درجة 7.22/ 10، ما جعلها تحتل المرتبة 46 عالميًا من بين 172 دولة.

### تطهير الأراضي
في عصور ما قبل التاريخ في أستراليا، استخدم السكان الأصليون الأستراليون النار في الزراعة وهذا ما اعتُبر شكلاً مبكرًا من أشكال تطهير الأراضي التي تسببت في تغييرات طويلة الأمد في البيئة. مع الاستعمار الأوروبي، استمر تطهير الأراضي على نطاق واسع للزراعة - خاصة لإنتاج الماشية والقطن والقمح. منذ الاستيطان الأوروبي فُقد ما مجموعه 13% من الغطاء النباتي الأصلي. يعود انقراض 20 من الثدييات المختلفة و9 أنواع من الطيور و97 نوعًا من النباتات جزئيًا إلى تطهير الأرض. إذ يعتبر مصدرًا رئيسيًا لانبعاثات غازات الاحتباس الحراري في أستراليا إذ ساهم في نحو 12% من إجمالي انبعاثات أستراليا في عام 1998.
تشمل عواقب التطهير ملوحة الأراضي الجافة وتآكل التربة، التي تعد مصدر قلق كبير لحركة رعاية الأراضي في أستراليا.
يكون التحكم في إزالة الغطاء النباتي المحلي من خلال القوانين الفيدرالية (بشكل غير مباشر) وقانون الولاية وأدوات التخطيط المحلية. تختلف التفاصيل الدقيقة لتنظيم إزالة الغطاء النباتي باختلاف الموقع الذي يُقترح فيه التطهير.

### ملوحة التربة
تؤثر ملوحة التربة على 50000 كيلومتر مربع من أستراليا ويرجع ذلك في الغالب إلى تطهير الأراضي.

## سلامة الممرات المائية
تعد حماية الممرات المائية في أستراليا مصدر قلق كبير لأسباب مختلفة مثل التنوع البيولوجي، ولكن أيضًا بسبب استخدام البشر لها.
يتعرض حوض موراي للتهديد بسبب الري في أستراليا، ما تسبب في مستويات عالية من الملوحة التي تؤثر على الزراعة والتنوع البيولوجي في نيو ساوث ويلز وفيكتوريا وجنوب أستراليا. تتأثر هذه الأنهار أيضًا بالمبيدات الحشرية والجفاف.